# Ezequiel Ponce
Ezequiel Ponce (Rosario, 1997. március 29. –) argentin korosztályos válogatott labdarúgó, az amerikai Houston Dynamo csatárja.

## Pályafutása

### Klubcsapatokban
Ponce az argentínai Rosario városában született. Az ifjúsági pályafutását a Newell’s Old Boys akadémiájánál kezdte.
2014-ben mutatkozott be a Newell’s Old Boys felnőtt keretében. 2015-ben az olasz Roma szerződtette. 2016 és 2019 között a spanyol Granada, a francia Lille és a görög AÉK Athén csapatát erősítette kölcsönben. 2019-ben az orosz első osztályban érdekelt Szpartak Moszkvához igazolt. Először a 2019. július 13-ai, Szocsi ellen 1–0-ra megnyert mérkőzés 61. percében, Alekszander Lomovickij cseréjeként lépett pályára. Első ligagólját 2019. október 27-ei, Lokomotyiv Moszkva ellen idegenben 3–0-ás győzelemmel zárult találkozón szerezte meg. A 2021–22-es szezon második felében a spanyol Elchénél szerepelt kölcsönben. 2022. július 1-jén négyéves szerződést kötött az Elche együttesével. 2022. augusztus 15-én, a Real Betis ellen 3–0-ra elvesztett bajnokin debütált.

### A válogatottban
Ponce az U20-as és az U23-as korosztályú válogatottakban is képviselte Argentínát. A 2020-as tokiói olimpián tagja volt az argentin labdarúgókeretnek.

## Statisztikák
2023. május 2. szerint
| Klub                   | Szezon   | Osztály             | Bajnokság | Bajnokság | Kupa  | Kupa | Nemzetközi | Nemzetközi | Összesen | Összesen |
| Klub                   | Szezon   | Osztály             | Meccs     | Gól       | Meccs | Gól  | Meccs      | Gól        | Meccs    | Gól      |
| ---------------------- | -------- | ------------------- | --------- | --------- | ----- | ---- | ---------- | ---------- | -------- | -------- |
| Granada (kölcsönben)   | 2016–17  | La Liga             | 25        | 2         | 2     | 0    | —          | —          | 27       | 2        |
| Lille (kölcsönben)     | 2017–18  | Ligue 1             | 28        | 2         | 4     | 1    | —          | —          | 32       | 3        |
| AÉK Athén (kölcsönben) | 2018–19  | Super League Greece | 27        | 16        | 7     | 5    | 9          | 0          | 43       | 21       |
| Szpartak Moszkva       | 2019–20  | Premjer Liga        | 27        | 6         | 3     | 3    | 4          | 2          | 34       | 11       |
| Szpartak Moszkva       | 2020–21  | Premjer Liga        | 25        | 9         | 3     | 1    | —          | —          | 28       | 10       |
| Szpartak Moszkva       | 2021–22  | Premjer Liga        | 7         | 4         | 0     | 0    | 4          | 0          | 11       | 4        |
| Szpartak Moszkva       | Összesen | Összesen            | 59        | 19        | 6     | 4    | 8          | 2          | 73       | 25       |
| Elche (kölcsönben)     | 2021–22  | La Liga             | 13        | 1         | 0     | 0    | —          | —          | 13       | 1        |
| Elche                  | 2022–23  | La Liga             | 31        | 4         | 3     | 2    | —          | —          | 34       | 6        |
| Elche                  | Összesen | Összesen            | 44        | 5         | 3     | 2    | 0          | 0          | 47       | 7        |
| Összesen               | Összesen | Összesen            | 183       | 44        | 22    | 12   | 17         | 2          | 222      | 58       |

## Sikerei, díjai
AÉK Athén
- Görög Kupa
  - Döntős (1): 2018–19

Szpartak Moszkva
- Premjer Liga
  - Ezüstérmes (1): 2020–21